# مرد حنجره‌طلایی
مرد حنجره‌طلایی فیلمی به کارگردانی و نویسندگی مهدی میثاقیه محصول سال ۱۳۴۷ است.

## خلاصه داستان
مردی جوان، فقیر و گمنام است ولی دوستی مهربان و نامزدی دوست داشتنی دارد. این دو به او برای آینده امیدواری و اطمینان می‌دهند. طی جریاناتی جوان با صدای خوشی که دارد به خوانندگی روی می‌کند و به زودی عنوان «مرد حنجره طلایی» را می‌گیرد. او چندی نمی‌گذرد که اسیر دام زنی هوسباز شده و از همه چیز و همه کس دور و دورتر می‌شود. اما طی حادثه ای ناگهان به خود آمده و خود را از بندها می‌رهاند ولی به بخشش دختر محبوب و دوست قدیمی امیدوار نیست. اما آن دو یکبار دیگر او را می‌پذیرند و زندگی تازه ای را آغاز می‌کنند.

## بازیگران
- علی‌اکبر گلپایگانی
- همایون
- سهیلا
- مهین مسعودی
- جهانگیر غفاری
- میرمحمد تجدد
- اکبر خواجوی
- مجید فریدفر
- پیشواییان
- حسن رضایی
- علی زندی